# 各年のブラジルの一覧

ブラジルの国旗

各年のブラジルの一覧（かくねんのブラジルのいちらん）は、ブラジルの各年ごとの記事の一覧。この一覧ではブラジルの各年ごとの記事の他、各世紀と各年代、ブラジルの各分野における各年ごとの記事についても取り扱う。

## 一覧

### 15世紀
- 1500年代
  - 1500年のブラジル（ポルトガル語版）

### 16世紀
- 1500年代
  - 1501年のブラジル（ポルトガル語版）

### 18世紀
- 1800年代
  - 1800年のブラジル（ポルトガル語版）

### 19世紀
- 1800年代
  - 1801年のブラジル（ポルトガル語版） 1808年のブラジル（ポルトガル語版） 1809年のブラジル（ポルトガル語版）
- 1810年代
  - 1810年のブラジル（ポルトガル語版） 1811年のブラジル（ポルトガル語版） 1812年のブラジル（ポルトガル語版） 1813年のブラジル（ポルトガル語版） 1814年のブラジル（ポルトガル語版）
  - 1815年のブラジル（英語版） 1816年のブラジル（英語版） 1817年のブラジル（英語版） 1818年のブラジル（英語版） 1819年のブラジル（英語版）
- 1820年代
  - 1820年のブラジル（英語版） 1821年のブラジル（英語版） 1822年のブラジル（英語版） 1823年のブラジル（英語版） 1824年のブラジル（英語版）
  - 1825年のブラジル（英語版） 1826年のブラジル（英語版） 1827年のブラジル（英語版） 1828年のブラジル（英語版） 1829年のブラジル（英語版）
- 1830年代
  - 1830年のブラジル（英語版） 1831年のブラジル（英語版） 1832年のブラジル（英語版） 1833年のブラジル（英語版） 1834年のブラジル（英語版）
  - 1835年のブラジル（英語版） 1836年のブラジル（英語版） 1837年のブラジル（英語版） 1838年のブラジル（英語版） 1839年のブラジル（英語版）
- 1840年代
  - 1840年のブラジル（英語版） 1841年のブラジル（英語版） 1842年のブラジル（英語版） 1843年のブラジル（英語版） 1844年のブラジル（英語版）
  - 1845年のブラジル（英語版） 1846年のブラジル（英語版） 1847年のブラジル（英語版） 1848年のブラジル（英語版） 1849年のブラジル（英語版）
- 1850年代
  - 1850年のブラジル（英語版） 1851年のブラジル（英語版） 1852年のブラジル（英語版） 1853年のブラジル（英語版） 1854年のブラジル（英語版）
  - 1855年のブラジル（英語版） 1856年のブラジル（英語版） 1857年のブラジル（英語版） 1858年のブラジル（英語版） 1859年のブラジル（英語版）
- 1860年代
  - 1860年のブラジル（英語版） 1861年のブラジル（英語版） 1862年のブラジル（英語版） 1863年のブラジル（英語版） 1864年のブラジル（英語版）
  - 1865年のブラジル（英語版） 1866年のブラジル（英語版） 1867年のブラジル（英語版） 1868年のブラジル（英語版） 1869年のブラジル（英語版）
- 1870年代
  - 1870年のブラジル（英語版） 1871年のブラジル（英語版） 1872年のブラジル（英語版） 1873年のブラジル（英語版） 1874年のブラジル（英語版）
  - 1875年のブラジル（英語版） 1876年のブラジル（英語版） 1877年のブラジル（英語版） 1878年のブラジル（英語版） 1879年のブラジル（英語版）
- 1880年代
  - 1880年のブラジル（英語版） 1881年のブラジル（英語版） 1882年のブラジル（英語版） 1883年のブラジル（英語版） 1884年のブラジル（英語版）
  - 1885年のブラジル（英語版） 1886年のブラジル（英語版） 1887年のブラジル（英語版） 1888年のブラジル（英語版） 1889年のブラジル（英語版）
- 1890年代
  - 1890年のブラジル（英語版） 1891年のブラジル（英語版） 1892年のブラジル（英語版） 1893年のブラジル（英語版） 1894年のブラジル（英語版）
  - 1895年のブラジル（英語版） 1896年のブラジル（英語版） 1897年のブラジル（英語版） 1898年のブラジル（英語版） 1899年のブラジル（英語版）
- 1900年代
  - 1900年のブラジル（英語版）

### 20世紀
- 1900年代
  - 1901年のブラジル（英語版） 1902年のブラジル（英語版） 1903年のブラジル（英語版） 1904年のブラジル（英語版）
  - 1905年のブラジル（英語版） 1906年のブラジル（英語版） 1907年のブラジル（英語版） 1908年のブラジル（英語版） 1909年のブラジル（英語版）
- 1910年代
  - 1910年のブラジル（英語版） 1911年のブラジル（英語版） 1912年のブラジル（英語版） 1913年のブラジル（英語版） 1914年のブラジル（英語版）
  - 1915年のブラジル（英語版） 1916年のブラジル（英語版） 1917年のブラジル（英語版） 1918年のブラジル（英語版） 1919年のブラジル（英語版）
- 1920年代
  - 1920年のブラジル（英語版） 1921年のブラジル（英語版） 1922年のブラジル（英語版） 1923年のブラジル（英語版） 1924年のブラジル（英語版）
  - 1925年のブラジル（英語版） 1926年のブラジル（英語版） 1927年のブラジル（英語版） 1928年のブラジル（英語版） 1929年のブラジル（英語版）
- 1930年代
  - 1930年のブラジル（英語版） 1931年のブラジル（英語版） 1932年のブラジル（英語版） 1933年のブラジル（英語版） 1934年のブラジル（英語版）
  - 1935年のブラジル（英語版） 1936年のブラジル（英語版） 1937年のブラジル（英語版） 1938年のブラジル（英語版） 1939年のブラジル（英語版）
- 1940年代
  - 1940年のブラジル（英語版） 1941年のブラジル（英語版） 1942年のブラジル（英語版） 1943年のブラジル（英語版） 1944年のブラジル（英語版）
  - 1945年のブラジル（英語版） 1946年のブラジル（英語版） 1947年のブラジル（英語版） 1948年のブラジル（英語版） 1949年のブラジル（英語版）
- 1950年代
  - 1950年のブラジル（英語版） 1951年のブラジル（英語版） 1952年のブラジル（英語版） 1953年のブラジル（英語版） 1954年のブラジル（英語版）
  - 1955年のブラジル（英語版） 1956年のブラジル（英語版） 1957年のブラジル（英語版） 1958年のブラジル（英語版） 1959年のブラジル（英語版）
- 1960年代
  - 1960年のブラジル（英語版） 1961年のブラジル（英語版） 1962年のブラジル（英語版） 1963年のブラジル（英語版） 1964年のブラジル（英語版）
  - 1965年のブラジル（英語版） 1966年のブラジル（英語版） 1967年のブラジル（英語版） 1968年のブラジル（英語版） 1969年のブラジル（英語版）
- 1970年代
  - 1970年のブラジル（英語版） 1971年のブラジル（英語版） 1972年のブラジル（英語版） 1973年のブラジル（英語版） 1974年のブラジル（英語版）
  - 1975年のブラジル（英語版） 1976年のブラジル（英語版） 1977年のブラジル（英語版） 1978年のブラジル（英語版） 1979年のブラジル（英語版）
- 1980年代
  - 1980年のブラジル（英語版） 1981年のブラジル（英語版） 1982年のブラジル（英語版） 1983年のブラジル（英語版） 1984年のブラジル（英語版）
  - 1985年のブラジル（英語版） 1986年のブラジル（英語版） 1987年のブラジル（英語版） 1988年のブラジル（英語版） 1989年のブラジル（英語版）
- 1990年代
  - 1990年のブラジル（英語版） 1991年のブラジル（英語版） 1992年のブラジル（英語版） 1993年のブラジル（英語版） 1994年のブラジル（英語版）
  - 1995年のブラジル（英語版） 1996年のブラジル（英語版） 1997年のブラジル（英語版） 1998年のブラジル（英語版） 1999年のブラジル（英語版）
- 2000年代
  - 2000年のブラジル（英語版）

### 21世紀
- 2000年代
  - 2001年のブラジル（英語版） 2002年のブラジル（英語版） 2003年のブラジル（英語版） 2004年のブラジル（英語版）
  - 2005年のブラジル（英語版） 2006年のブラジル（英語版） 2007年のブラジル（英語版） 2008年のブラジル（英語版） 2009年のブラジル
- 2010年代
  - 2010年のブラジル（英語版） 2011年のブラジル（英語版） 2012年のブラジル（英語版） 2013年のブラジル（英語版） 2014年のブラジル（英語版）
  - 2015年 2016年 2017年 2018年 2019年
- 2020年代 : 2020年 2021年 2022年 2023年 2024年 2025年 2026年 2027年 2028年 2029年
- 2030年代 : 2030年 2031年 2032年 2033年 2034年 2035年 2036年 2037年 2038年 2039年

## 文化と芸術

### テレビ放送
- List of years in Brazilian television（英語版）

### 映画
- Lists of Brazilian films（英語版）